# Nassarius catallus
Nassarius catallus är en snäckart som först beskrevs av Dall 1908.  Nassarius catallus ingår i släktet nätsnäckor, och familjen Nassariidae. Inga underarter finns listade i Catalogue of Life.